# Kyosuke Tagawa
Kyosuke Tagawa (田川 亨介, Tagawa Kyosuke, Kagoshima, 11 februari 1999) is een Japans voetballer die als aanvaller speelt bij FC Tokyo.

## Clubcarrière
Tagawa begon zijn carrière in 2017 bij Sagan Tosu. Hij tekende in 2019 bij FC Tokyo.

## Interlandcarrière
Tagawa maakte op 10 december 2019 zijn debuut in het Japans voetbalelftal tijdens een Oost-Aziatisch kampioenschap voetbal 2019 tegen China.

## Statistieken
| Japans voetbalelftal | Japans voetbalelftal | Japans voetbalelftal |
| Jaar                 | Wed.                 | Dlp.                 |
| -------------------- | -------------------- | -------------------- |
| 2019                 | 2                    | 1                    |
| Totaal               | 2                    | 1                    |